# 靈寶戰鬥
靈寶戰鬥發生於1930年12月13日，地點則是在中國豫西一帶，是國民革命軍內部所發生的內戰戰鬥之一。靈寶戰鬥的交戰雙方，軍隊領導者一方為萬選才，另一方為吉鴻昌。